# Клара Етелінда Лартер
Клара Етелінда Лартер (англ. Clara Ethelinda Larter; 27 червня 1847 — 13 травня 1936) — британський ботанік, відома своїми дослідженнями флори Девона.

## Біографія
Клара Лартер народилася у Лідсі, була найстаршою донькою Томаса Лартера, вчителя мови. У 1857 році родина переїхала до Торкі.
Лартер розпочала ботанічні дослідження у 1897 році, у 1906 році вступила до Асоціації Девона, у 1909 році стала секретарем нового комітету з ботаніки. У 1930–1936 роках вона була головою ботанічної секції Асоціації Девона. У 1909 році вона також вступила у Товариство природної історії Торкі, і у 1913–1917, 1919–1923 та 1926–1928 роках була членом комітету цього товариства. У 1917, 1918, 1928 та 1929 роках вона була віце-президентом Товариства природної історії Торкі, та у 1925–1936 роках — головою ботанічної секції. У 1932 році вона стала почесним членом цього товариства. У 1912 році Клара Лартер стала науковим співробітником Лондонського Ліннеївського товариства.
Її остання робота «Flora of Devon» була опублікована посмертно. Лартер була головним редактором цього видання у 1930–1935 роках, але була змушена піти у відставку через поганий стан здоров'я. Свій гербарій вона заповіла Національному музею історії Торкі, а колекції рослин Оксфордському університетові.
Померла у Торкі 13 травня 1936 року.

## Окремі наукові праці
—— (1897). Notes on the Botany of North Devon. Ilfracombe: Twiss and Sons.

—— (1900). Manual of the flora of Torquay. Torquay: Andrew Iredale.

—— (1918). Minehead, Porlock and Dunster: the seaboard of Exmoor. London: Homeland Association. (книга витримала 21 видання)

## Вшанування імені
Вид рослин Kallymenia larterae (Holmes, 1907) (в оригіналі Callymenia larteriae) було названа на її честь.